# Diastereomerenverhältnis
Das Diastereomerenverhältnis, oder kurz dr-Wert (von englisch diastereomeric ratio), ist ein moderner Begriff aus der Chemie, genauer aus der Stereochemie. Er dient der Charakterisierung eines Diastereomerengemisches und ersetzt zunehmend den obsoleten Begriff Diastereomerenüberschuss de (von englisch diastereomeric excess).
Dabei wird ein Diastereomerengemisch charakterisiert durch das Mengenverhältnis [Diastereomer 1] : [Diastereomer 2], wobei die Diastereomeren dabei auch als Racemate vorliegen können.

## Analytik
Zur Analytik verwendet man vorwiegend chromatographische Methoden(Gaschromatographie oder Hochdruckflüssigkeitschromatographie) oder die Kernspinresonanzspektroskopie (NMR). Diese Methoden erlauben, die Konzentration jedes einzelnen Diastereomers in einem Diastereomerengemisch individuell zu messen, ohne Verwendung einer chiralen stationären Phase (GC, HPLC) bzw. ohne Zusatz enantiomerenreiner Hilfsmittel (NMR: chirale Verschiebungsreagenzien oder chirale Lösungsmittel). Das Verhältnis der Integrale äquivalenter Peaks in den Chromatogrammen oder der Integrale äquivalenter Peaks in den NMR-Spektren ist gleich dem Diastereomerenverhältnis.